# دنیس کوستیوک
دنیس کوستیوک (انگلیسی: Denys Kostyuk؛ زادهٔ ۱۳ مارس ۱۹۸۲) دوچرخه‌سوار اهل اوکراین است. وی همچنین از دوچرخه‌سواران بازی‌های المپیک تابستانی ۲۰۱۶ بوده‌است.
از باشگاه‌هایی که در آن بازی کرده‌است می‌توان به تیم یوای‌ئی امارات اشاره کرد.